# Me verás volver (Hits & +)
Me verás volver (Hits & +) es un álbum recopilatorio del banda de rock latino Soda Stereo editado en 2007, como paso previo a la vuelta del grupo en la Gira Me Verás Volver, a realizarse entre octubre y diciembre de 2007 en varios países de América. 
El álbum contiene 18 canciones grabadas en estudio y remasterizados en 2007. Pero además tiene en su interior un código para acceder en internet a material exclusivo a partir del 20 de octubre, el día siguiente del inicio de la gira musical. Ese material exclusivo incluye:
- 10 canciones interpretadas por Soda Stereo en el primer concierto dado en el estadio de River Plate, el 19 de octubre de 2007.
- 3 videos musicales históricos de la banda.
- Fotos, imágenes del concierto y del backstage.

A pesar de que el disco Zona de promesas (Mixes 1984 - 1993) no fue remasterizado en 2007 junto a los otros discos del grupo musical, la canción que le da nombre al disco («Zona de promesas») sí fue remasterizada para esta compilación.
Cabe destacar que en este álbum compilatorio las canciones se encuentran en orden cronológico.

## Lista de canciones
La lista de canciones del álbum recopilatorio Me verás volver (Hits & +), con versiones originales:
| N.º | Título                                                             | Escritor(es)                     | Duración |  |
| 1.  | «Sobredosis de TV» (de Soda Stereo, 1984)                          | Gustavo Cerati                   | 4:08     |  |
| 2.  | «Trátame suavemente» (de Soda Stereo, 1984)                        | Daniel Melero                    | 3:21     |  |
| 3.  | «Juegos de seducción» (de Nada personal, 1985)                     | Cerati                           | 3:18     |  |
| 4.  | «Cuando pase el temblor» (de Nada personal, 1985)                  | Cerati                           | 3:49     |  |
| 5.  | «Nada personal» (de Nada personal, 1985)                           | Cerati                           | 4:52     |  |
| 6.  | «Signos» (de Signos, 1986)                                         | Cerati                           | 5:15     |  |
| 7.  | «Persiana americana» (de Signos, 1986)                             | Cerati, Jorge Antonio Daffunchio | 4:52     |  |
| 8.  | «Prófugos» (de Signos, 1986)                                       | Cerati, Charly Alberti           | 5:17     |  |
| 9.  | «Pícnic en el 4º B» (de Doble vida, 1988)                          | Cerati, Alberti, Zeta Bosio      | 3:39     |  |
| 10. | «Corazón delator» (de Doble vida, 1988)                            | Cerati                           | 5:12     |  |
| 11. | «En la ciudad de la furia» (de Doble vida, 1988)                   | Cerati                           | 5:47     |  |
| 12. | «De música ligera» (de Canción animal, 1990)                       | Cerati, Bosio                    | 3:33     |  |
| 13. | «Un millón de años luz» (de Canción animal, 1990)                  | Cerati                           | 5:04     |  |
| 14. | «En remolinos» (de Dynamo, 1992)                                   | Cerati                           | 4:39     |  |
| 15. | «Primavera 0» (de Dynamo, 1992)                                    | Cerati                           | 3:39     |  |
| 16. | «Zona de promesas» (de Zona de promesas (Mixes 1984 - 1993), 1993) | Cerati                           | 3:59     |  |
| 17. | «Ella usó mi cabeza como un revólver» (de Sueño Stereo, 1995)      | Cerati, Alberti, Bosio           | 4:29     |  |
| 18. | «Zoom» (de Sueño Stereo, 1995)                                     | Cerati                           | 3:26     |  |

## Músicos
Soda Stereo
- Gustavo Cerati: Voz y guitarra.
- Zeta Bosio: Bajo y coros.
- Charly Alberti: Batería.

## Posicionamiento en listas
| Listas (2007)     | Mejor posición |
| ----------------- | -------------- |
| Argentina (CAPIF) | 1              |
| Ecuador (IFPI)    | 1              |
| Perú (UNIMPRO)    | 1              |
| Venezuela (APFV)  | 12             |

## Certificaciones
| Territorio      | Organismo certificador | Certificación | Ventas certificadas | Ref.  |
| --------------- | ---------------------- | ------------- | ------------------- | ----- |
| América del Sur |                        |               |                     |       |
| Argentina       | CAPIF                  | 3x Platino    | 120 000             | [ 5 ] |
| México          | AMPROFON               | Oro           | 50 000              | [ 6 ] |